# Christian Kum
Christian „Chris“ Kum (* 13. September 1985 in Frankfurt am Main) ist ein ehemaliger deutsch-niederländischer Fußballspieler. Er stand zuletzt beim niederländischen Erstligisten VVV-Venlo unter Vertrag. Er besitzt die deutsche und die niederländische Staatsangehörigkeit.

## Karriere
Der Sohn eines Deutschen und einer Niederländerin zog mit anderthalb Jahren aus Hessen in die Niederlande. Er spielte in der Jugend von DSO in der Trabantenstadt Zoetermeer vor den Toren Den Haags. Von hier wechselte er in die Jugend von Feyenoord nach Rotterdam. Während er bei DSO noch als Mittelstürmer viele Tore erzielt hatte, wurde er bei Feyenoord zum Verteidiger umgeschult, blieb jedoch zweite Wahl und kam kaum zum Einsatz. Er ging daher zurück zu einem Amateurklub, dem RVC aus Rijswijk. 
Beim RVC entdeckten ihn die Verantwortlichen von ADO Den Haag. In der Rückrunde der Saison 2005/06 gab der 20-Jährige sein Debüt in der Eredivisie. Im Heimspiel gegen PSV ersetzte er in der Innenverteidigung den nach einer Verletzung noch nicht wieder in Form gekommenen Spira Grujić. Nur zwei weitere Einsätze folgten in dieser Saison. Doch im Laufe der nächsten zwei Spielzeiten entwickelte Kum sich zu einer festen Größe in der ADO-Abwehr – sei es als Innenverteidiger, sei es auf einer der Außenbahnen. Speziell nach dem Abstieg 2007 wusste er im Team von Trainer Wiljan Vloet in der Eerste Divisie zu überzeugen – so sehr, dass Foppe de Haan ihn als einzigen Zweitligaspieler in den erweiterten Kader seines Teams für die Olympischen Spiele in Beijing berief. Aufgrund einer Knöchelverletzung verpasste Kum die Vorbereitung mit der Nationalmannschaft, sodass er letztlich einer von den vier Spielern war, die auf Abruf in den Niederlanden blieben. Mit seinem Verein stieg er in jenem Jahr direkten wieder in die Eredivisie auf. 
Nach zwei Spielzeiten in den unteren Gefilden der Eredivisie folgte für ADO in der Saison 2010/11 unter Trainer John van den Brom ein unerwarteter Aufschwung. Kum spielte sich zum Januar ins „Blickfeld“ der Rangliste der Deutschen im Ausland des Kicker-Sportmagazins.
Zum ersten Mal seit 1987 qualifizierte sich ADO Den Haag 2011 für einen UEFA-Wettbewerb, wenn auch erst durch ein Elfmeterschießen nach zwei spektakulären Spielen in den Playoffs gegen den FC Groningen, die jeweils die Heimmannschaft mit 5:1 gewann. Dadurch sammelte Kum auf Vereinsebene erste internationale Erfahrung; allerdings schied ADO in der dritten Qualifikationsrunde aus.
Zur Saison 2012/13 wechselte Kum zum von Marco van Basten trainierten SC Heerenveen. 